# Luigi Russolo
Luigi Carlo Filippo Russolo est un peintre et compositeur italien, né le 30 avril 1885 à Portogruaro (Province de Venise) et mort le 4 février 1947  à Cerro di Laveno. Il est considéré comme le père de la musique bruitiste.

## Biographie
Luigi Russolo grandit dans une famille de musiciens : son père, qui est horloger de profession, joue de l'orgue à l'église et ses deux frères sont pianiste et violoniste. Il commence l'étude du violon mais l'abandonne alors qu'il est âgé de seize ans en faveur de la peinture. 

### Le peintre

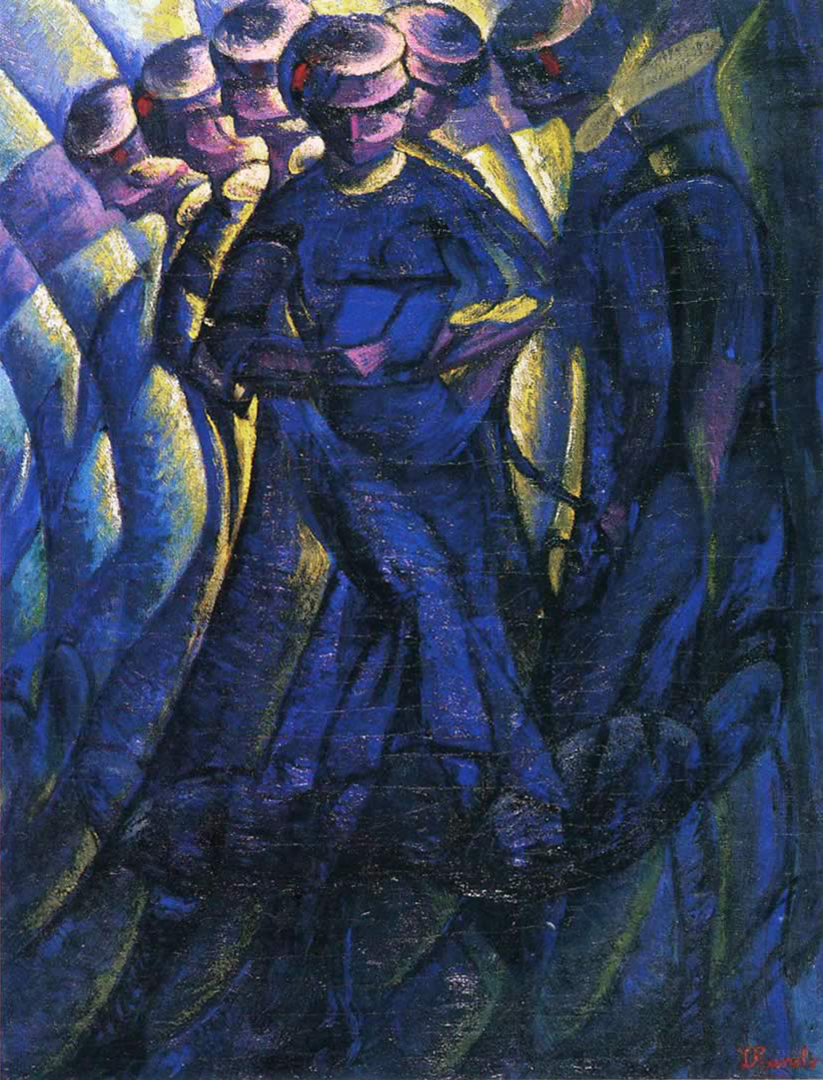
Synthèse plastique des mouvements d'une femme, peinture a l'huile, 86 x 65 cm, Musée de Grenoble

En 1909, il expose à la Famiglia artistica, une galerie de Milan. C'est à cette occasion qu'il rencontre Umberto Boccioni et Filippo Tommaso Marinetti, fondateur du futurisme, auquel il adhère en signant le Manifeste des peintres futuristes (11 février 1910) et le Manifeste technique de la peinture futuriste (11 avril 1910).

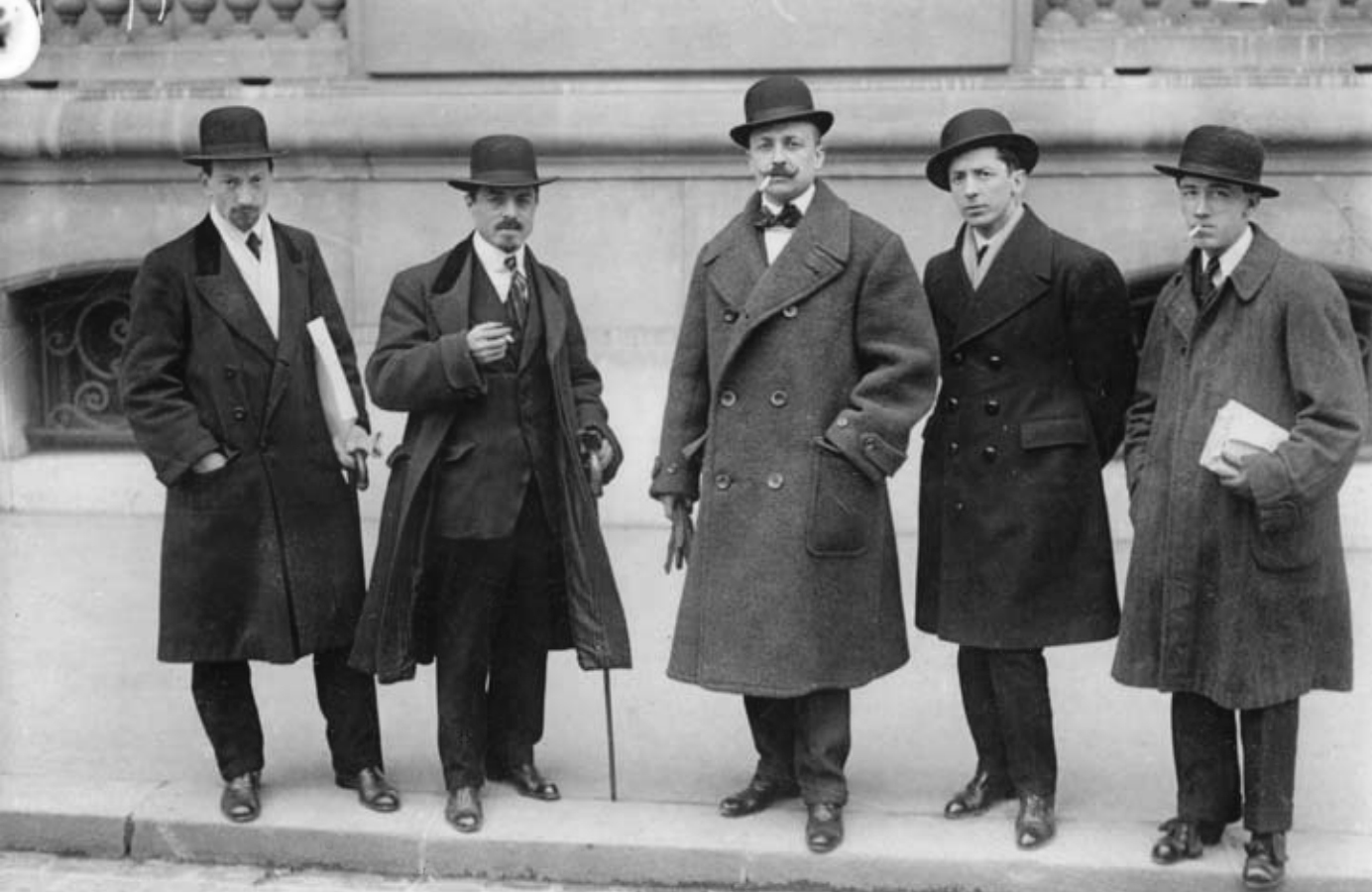
Luigi Russolo, Carlo Carrà, Filippo Tommaso Marinetti, Umberto Boccioni et Gino Severini à Paris en 1912

« Très influencé par les tableaux d'Odilon Redon, dont le coloris le fascine », il participe aux expositions futuristes en traitant de thématiques liées à la ville, à la vie nocturne, à la vitesse, au travail, au portrait. Son langage plastique est très varié : voir ses tableaux réalisés entre 1910 et 1913 : Éclairs, Synthèse plastique des mouvements d'une femme, Solidité du brouillard, Dynamisme d'une automobile, Autoportrait futuriste, Lignes-forces de la foudre, La musica...

### Le musicien

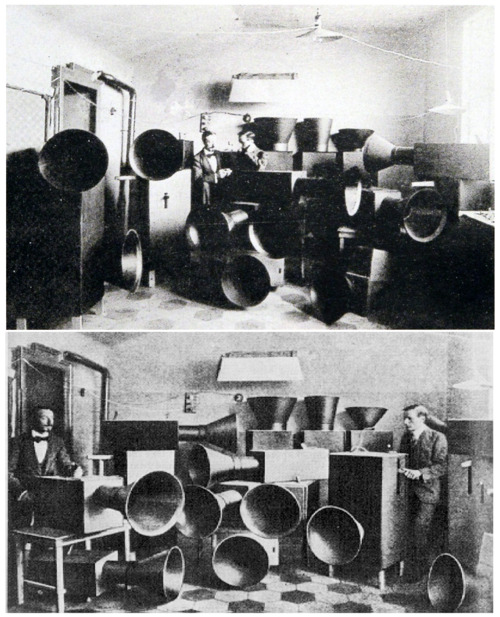
Luigi Russolo, intonarumori, 1913.

En réponse au Musica Futurista de son ami, le musicien futuriste Francesco Balilla Pratella, Luigi Russolo écrit le 11 mars 1913 un manifeste intitulé L'Art des bruits, où il théorise notamment l'emploi du son-bruit dans le domaine musical et prévoit l'avènement d'une musique nouvelle qui trouvera son inspiration dans les nouveaux bruits produits par les machines inventées par l'homme. Ce manifeste et l'ensemble des théories développées par Russolo constituent aux yeux de certains « les bases du renouveau musical du XXe siècle ». Russolo étend la musique jusqu'à lui faire accepter tous les sons et bruits imaginables.
Par la suite, il réalise avec Ugo Piatti des machines sonores baptisée « intonarumori » (littéralement « joueur de bruits »), qui préfigurent ce que seront plus tard la musique concrète et la musique électronique. Luigi Russolo abandonne la peinture pour se concentrer sur la musique. Les concerts futuristes qu'il dirige à partir d'avril 1914, dont celui de Paris en 1921, attirent un public nombreux, parmi lesquels Igor Stravinsky, Darius Milhaud, Maurice Ravel, Alfredo Casella, Piet Mondrian.
Refusant de s'inscrire au parti fasciste à l'époque où le mouvement futuriste tente de devenir l'art officiel sous Mussolini, il est mis à l'écart du futurisme, mais s'en rapprochera de nouveau plus tard.

## Ses influences
Les enregistrements phonographiques de ses performances novatrices sont restés peu nombreux et ces dernières sont jugées peu convaincantes par certains, et c'est avant tout le texte de L'Art des bruits (dont une édition française est parue en 1975, préfacée par l'historien Giovanni Lista), qui est considéré comme un acte fondateur d'une bonne partie de la musique du nouveau siècle, de la musique bruitiste à la musique industrielle. L'influence des idées de Russolo est indéniable chez certains créateurs, en particulier Vivenza qui théorisa et mit en pratique l'idée de musique bruitiste en référence aux théories de Russolo, et groupes comme Test Dept, Throbbing Gristle, Die Krupps ou Einstürzende Neubauten qui composent de véritables « odes aux aciéries » et chantent l'ère industrielle au moyen d'« instruments » aussi incongrus que des bétonnières, tronçonneuses ou marteaux piqueurs.

## Galerie

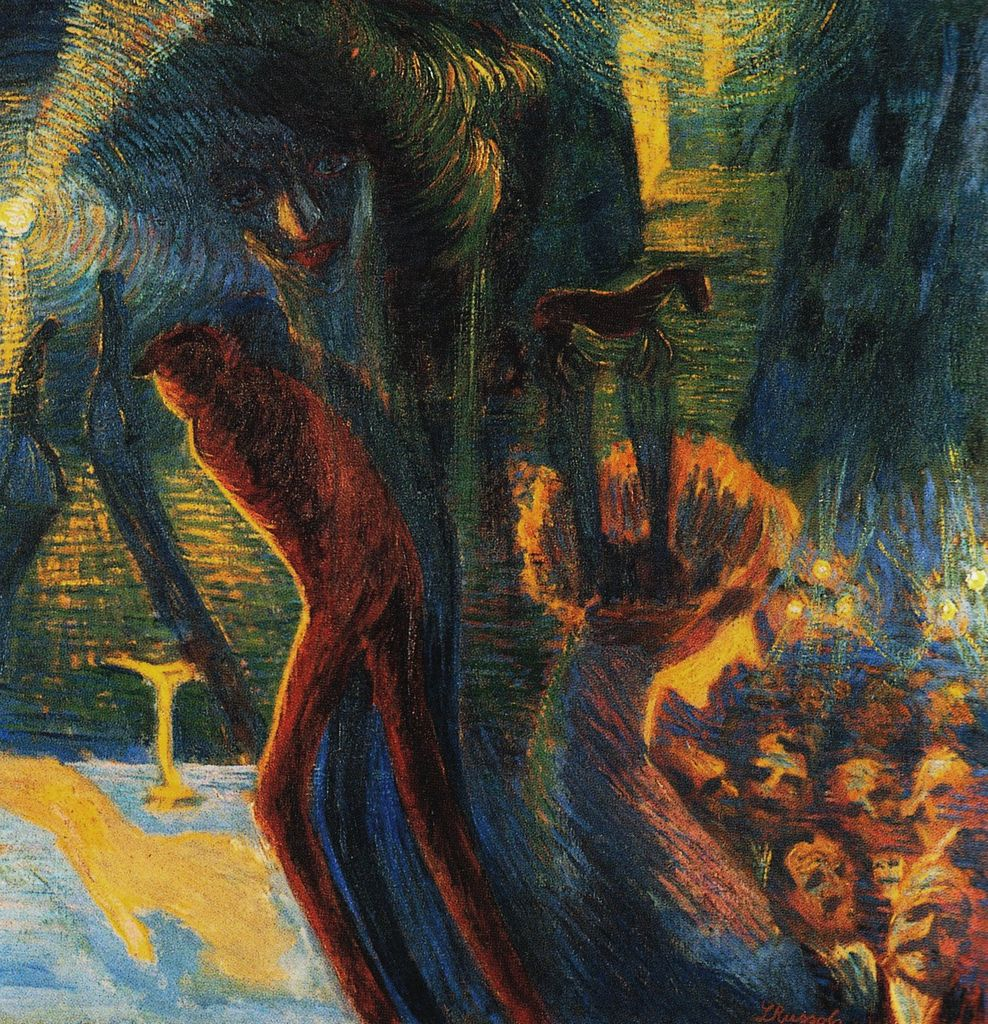
Souvenir d'une nuit, 1911

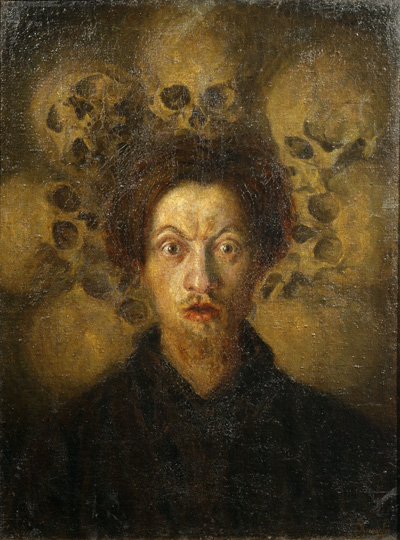
Autoportrait avec crânes, 1909
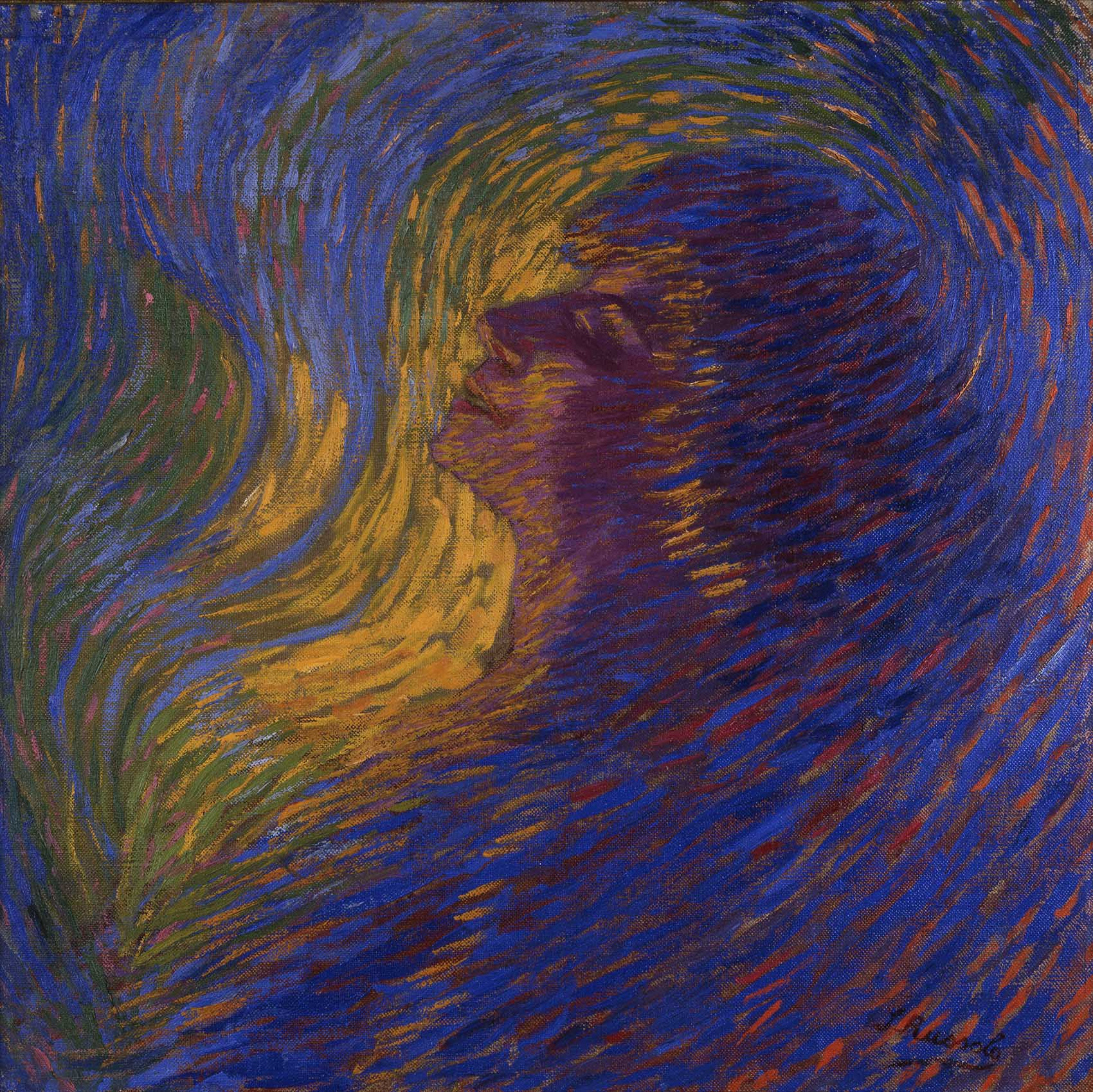
Profumo
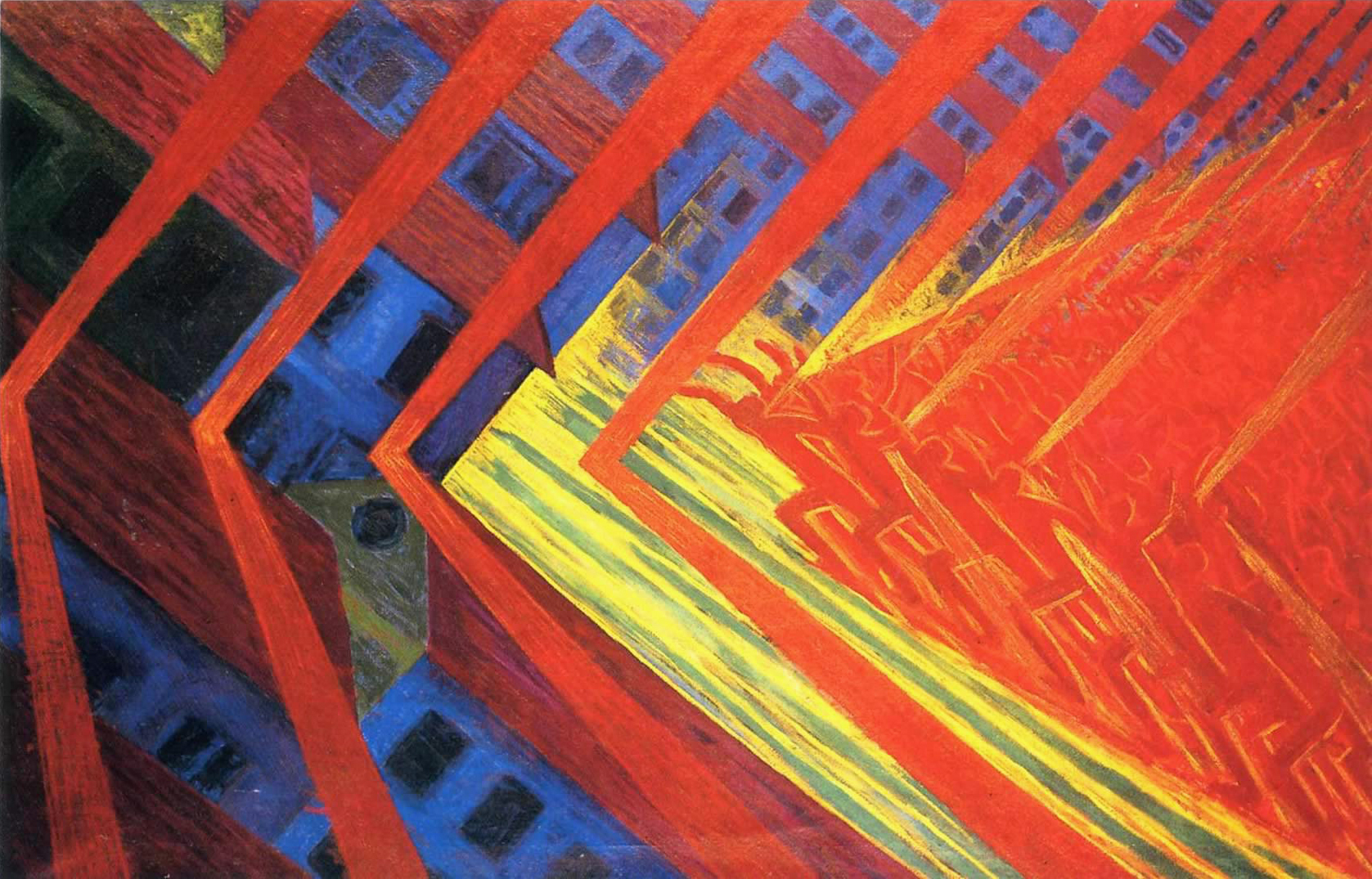
La Rivolta (The Revolt)
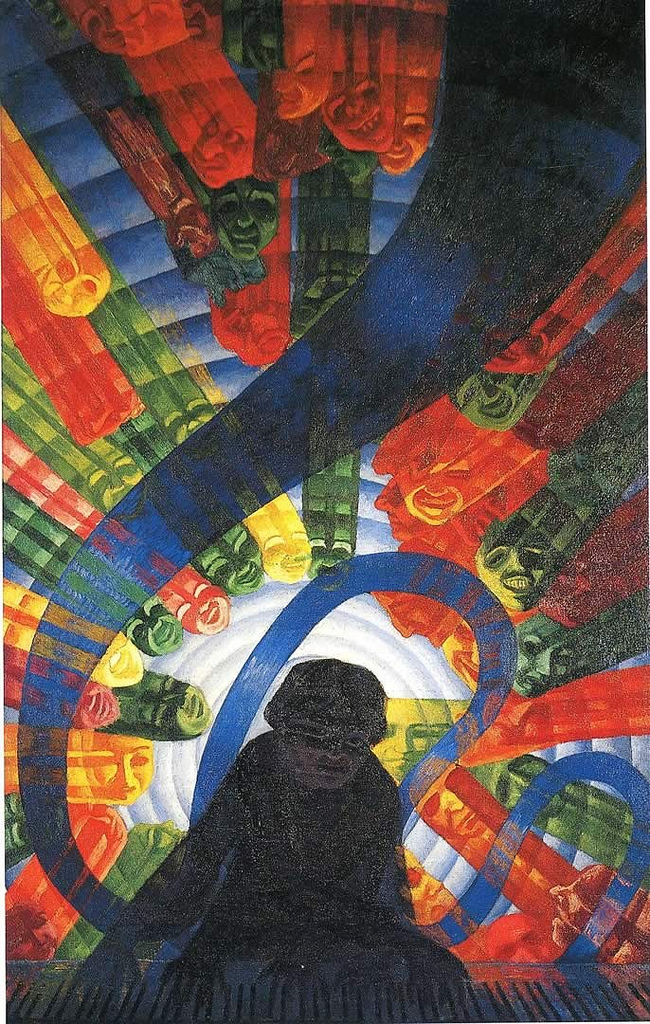
La Musica
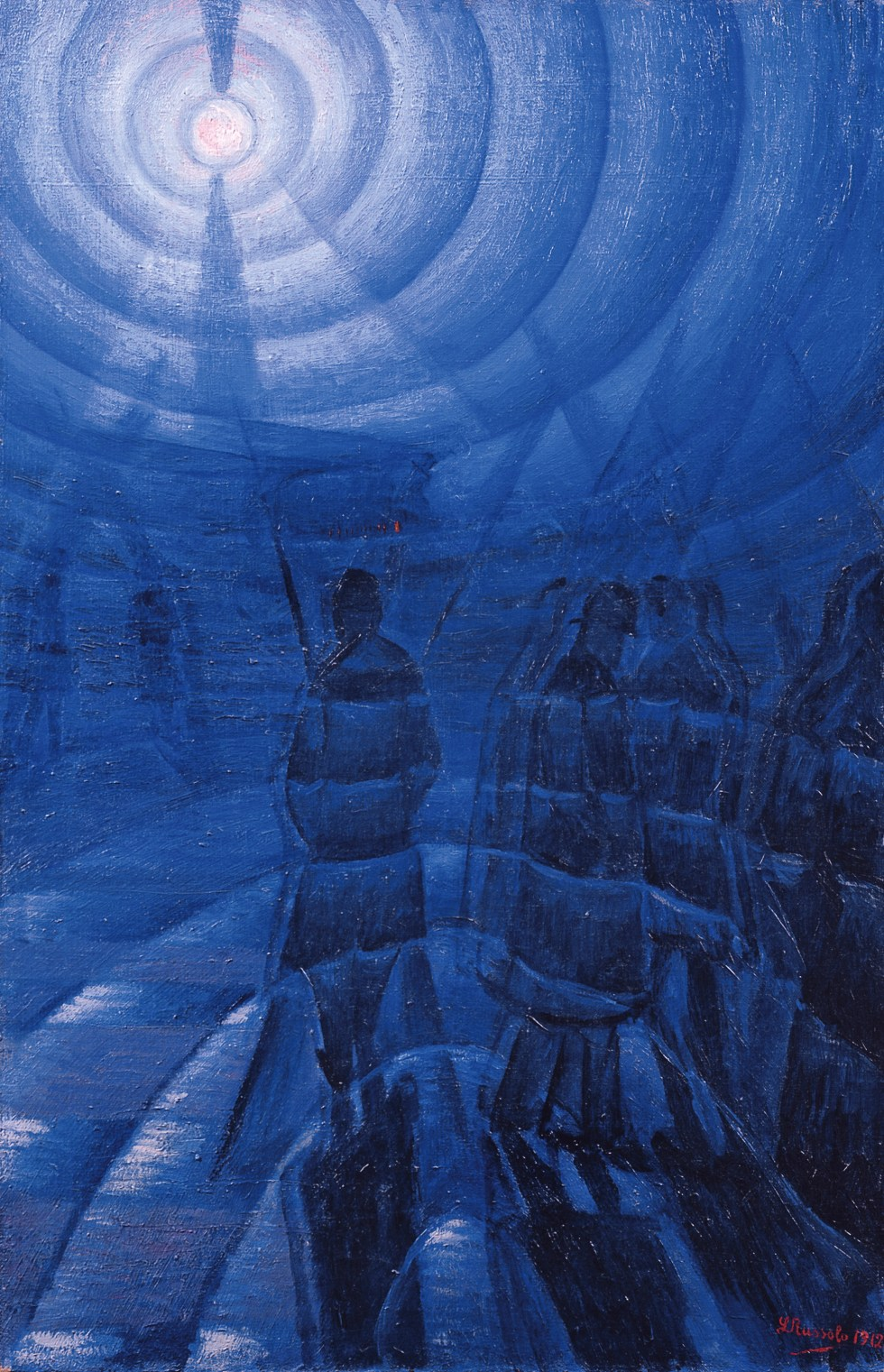
Solidity of Fog, 1912
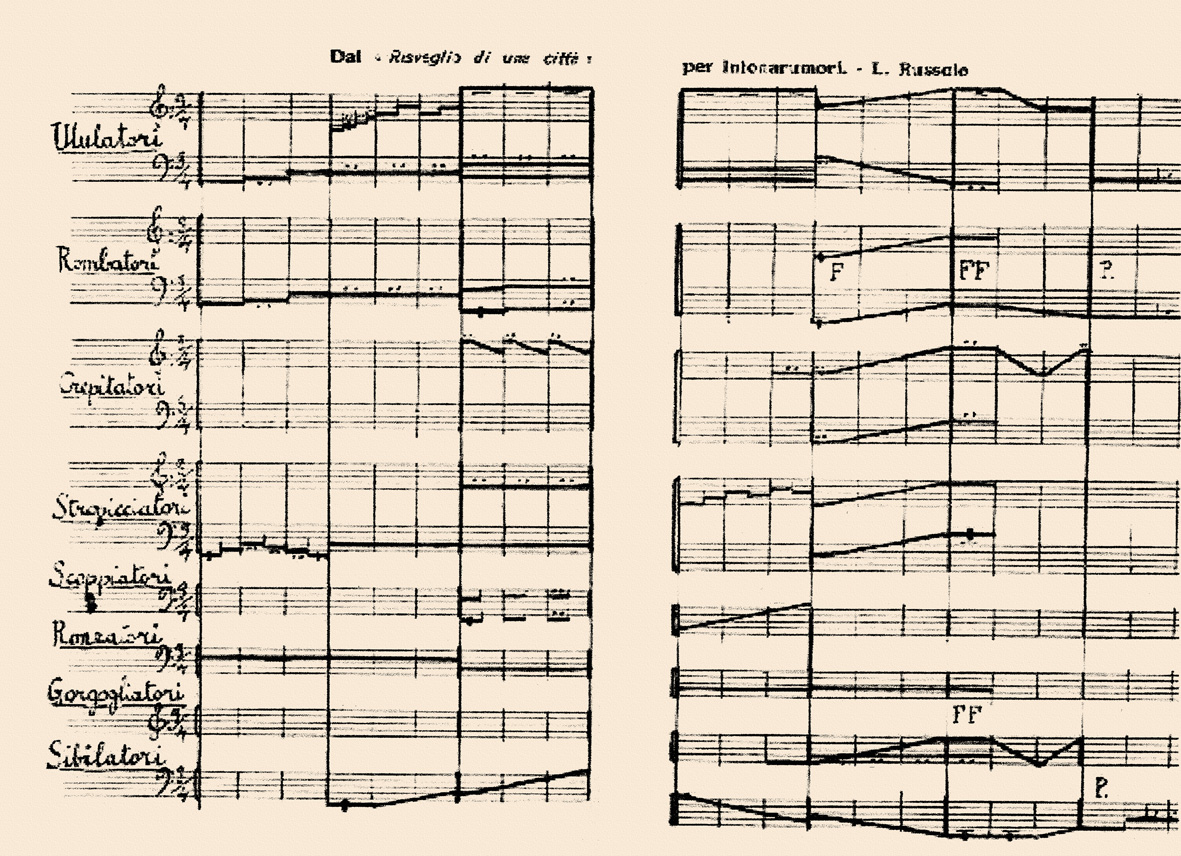
Partition de en-harmonie; pour Intonarumori
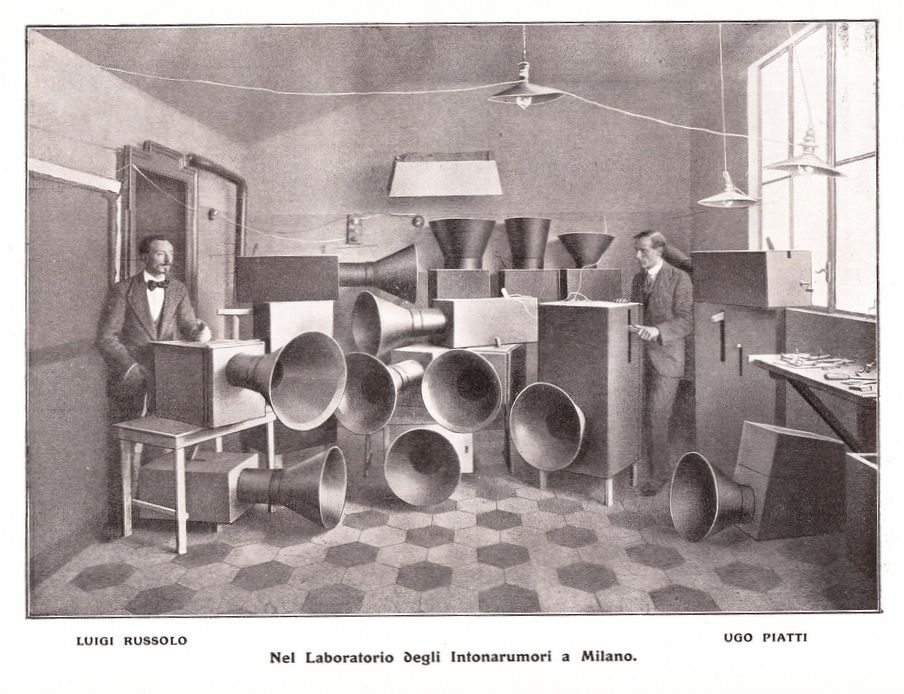
Intonarumori, instrument fabriqué pour la pièce 'Bruitisme', 1913
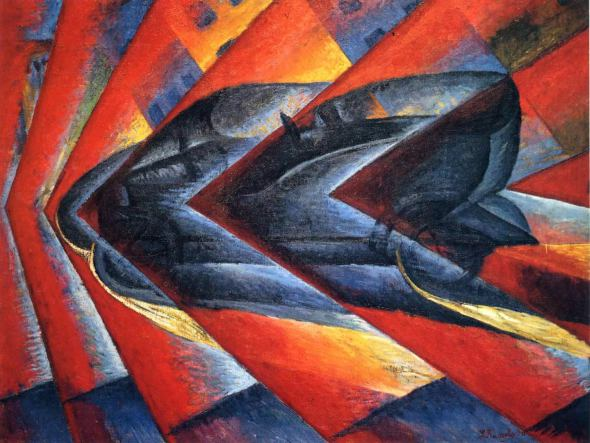
Dynamise d'une automobile, 1911, Centre Pompidou
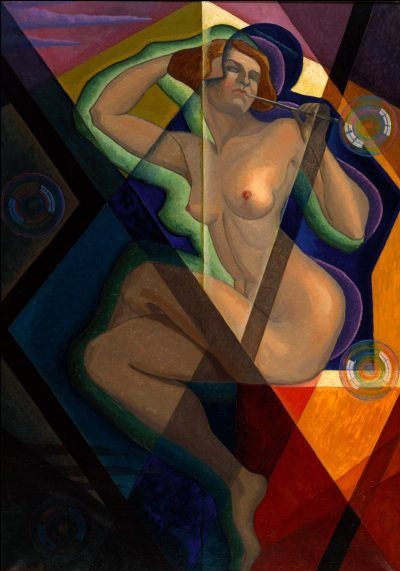
Soap-dish, 1929
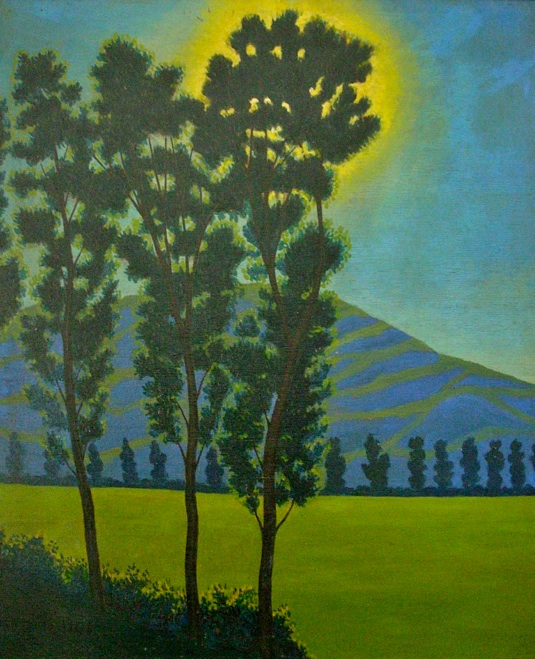
Landscape with trees, 1946

## Œuvres

### Peintures
- Illumination, 1910, huile sur toile[6]
- La rivolta (« la révolte »), 1911[7]
- La musica (« la musique »), 1911
- Solidità della nebbia (« solidité du brouillard »), 1912
- Synthèse plastique des mouvements d'une femme, 1912, musée de Grenoble
- Automobile in corsa (« dynamisme d'une automobile »), 1912-1913, musée national d'art moderne
- Bulles de savon, 1929, musée d'art moderne de la Ville de Paris
- Dynamisme d'un train, 1912

### Œuvres musicales
- Corale (par Antonio Russolo), dans An Anthology Of Noise & Electronic Music/First A-chronology Volume # I - Sub Rosa (enregistré en 1921)
- Risveglio Di Una Città, 1913

### Écrits
- L'Art des bruits, 1913
  - Textes réunis et préfacés par Giovanni Lista, bibliographie établie par Giovanni Lista, L'Âge d’Homme, Lausanne, 1975
  - Éditions Marguerite Waknine, édition bilingue italien-français
  - Éditions Allia, Paris, 2003, 48 p.
- Au de-là de la matière 1938, édition Française Bruit de la neige, http://prixrussolo.blogspot.com/